# Ricky Wilson (Basketballspieler)
Ricky Wilson (* 16. Juli 1964 in Hampton (Virginia)) ist ein ehemaliger US-amerikanischer Basketballspieler.

## Leben
Der 1,90 Meter große Aufbauspieler war von 1982 bis 1986 Mitglied der Hochschulmannschaft der George Mason University im US-Bundesstaat Virginia. In 116 Spielen erreichte er im Schnitt 12,9 Punkte und 3,4 Korbvorlagen. Die Chicago Bulls wählten ihn während des NBA-Draftverfahrens 1986 in der dritten Runde an insgesamt 52. Stelle aus.
Von 1986 bis 1988 spielte Wilson für die Mississippi Jets in der US-Liga Continental Basketball Association (CBA). Er überzeugte dort als korbgefährlicher Spieler, in der Saison 1987/88 erzielte er 23,5 Punkte pro Spiel. Im Frühjahr 1988 wurde er von der NBA-Mannschaft New Jersey Nets verpflichtet und in sechs Spielen eingesetzt. Im März 1988 wechselte er innerhalb der NBA zu den San Antonio Spurs, für die er bis zum Saisonende 1987/88 in 18 NBA-Partien auf dem Feld stand. Wilson kam auf 5,8 Punkte pro Einsatz für die Texaner. Im Sommer 1988 spielte er in der USBL für die Miami Tropics an der Seite von Kannard Johnson.
Wilson nahm ein Angebot aus der deutschen Basketball-Bundesliga an und verstärkte im Spieljahr 1988/89 Bayer 04 Leverkusen. Er erreichte mit den Rheinländern unter Trainer Jim Kelly das Endspiel um den DBB-Pokal, dort unterlag man jedoch ebenso Steiner Bayreuth wie in den Bundesliga-Endspielen. Er nahm mit der Mannschaft auch am Europapokalwettbewerb Korać-Cup teil. Sein Jahr in Leverkusen, in dem er in 32 Bundesliga-Spielen im Durchschnitt 17,5 Punkte erzielte, blieb Wilsons einzige Saison im Ausland.
1989/90 war er wieder in seinem Heimatland basketballerisch tätig, stand bei den Grand Rapids Hoops in der CBA unter Vertrag. Er spielte bis zu seinem Karriereende 1994 für weitere CBA-Mannschaften (Quad City Thunder, Capital Region Pontiacs, Rockford Lightning und Wichita Falls Texans).